# Marchands de filles
Pour plus de détails, voir Fiche technique et Distribution.
Marchands de filles est un film français réalisé par Maurice Cloche, sorti en 1957.

## Synopsis
Jossette Legrand arrive en Amérique du Sud pour trouver du travail mais va se retrouver dans une prison où les femmes sont traitées comme des esclaves sous la houlette d'un gangster sadique.

## Fiche technique
- Titre : Marchands de filles
- Réalisation : Maurice Cloche, assisté de Jean-Pierre Decourt et Odette Glénat
- Scénario et dialogues : Maurice Cloche
- Décors : Raymond Nègre
- Photographie : Jacques Mercanton
- Son : Jacques Gallois
- Montage : Fanchette Mazin
- Musique : Guy Magenta et Benny Bennet
- Société de production : Compagnie Française de Production Cinématographique (C.F.P.C.)
- Tournage : du 11 mars au 13 avril 1957
- Pays d'origine :  France
- Format : Noir et blanc  - 35 mm - Son mono
- Genre : Drame
- Durée : 102 minutes
- Date de sortie : 
  - France : 4 octobre 1957

## Distribution
- Georges Marchal : Monsieur John
- Agnès Laurent : Josette Legrand
- Daniela Rocca : Bettina
- Saro Urzi : Mottia
- Pascale Roberts : Gaby
- Roger Duchesne : Gofferi
- Jacques Dynam : Monsieur Jean
- Évelyne Dandry : Véra
- Claude Cerval : René
- Roger Coggio : La Fouine
- Richard Winckler : Henri
- Renée Cosima : Madame de Carnoule
- Florence Arnaud  : Une entraîneuse
- Robert Porte : L'inspecteur Luis
- Luce Aubertin
- Anne-Marie Mersen
- Catherine Romane
- Georges Lycan : 	Un homme de main
- Henri-Jacques Huet : Le commissaire
- Jorge Matthews
- Clément Harari : L'ivrogne
- Pierre Massimi
- Marianne Girard
- Elga Andersen
- Simone Angèle
- Roger Bontemps
- Guy-Henry : Un inspecteur
- Claude Ivry
- Solange Sicard : La fausse aveugle
- Roger Vincent
- Claude Le Lorrain